# 马尔蒂·拉帕莱宁
马尔蒂·拉帕莱宁（芬蘭語：Martti Lappalainen，1902年4月11日—1941年10月6日），芬兰男子冬季两项、越野滑雪运动员。他曾代表芬兰参加1928年和1932年冬季奥林匹克运动会越野滑雪比赛，获得一枚银牌。